# Rieflinghausen

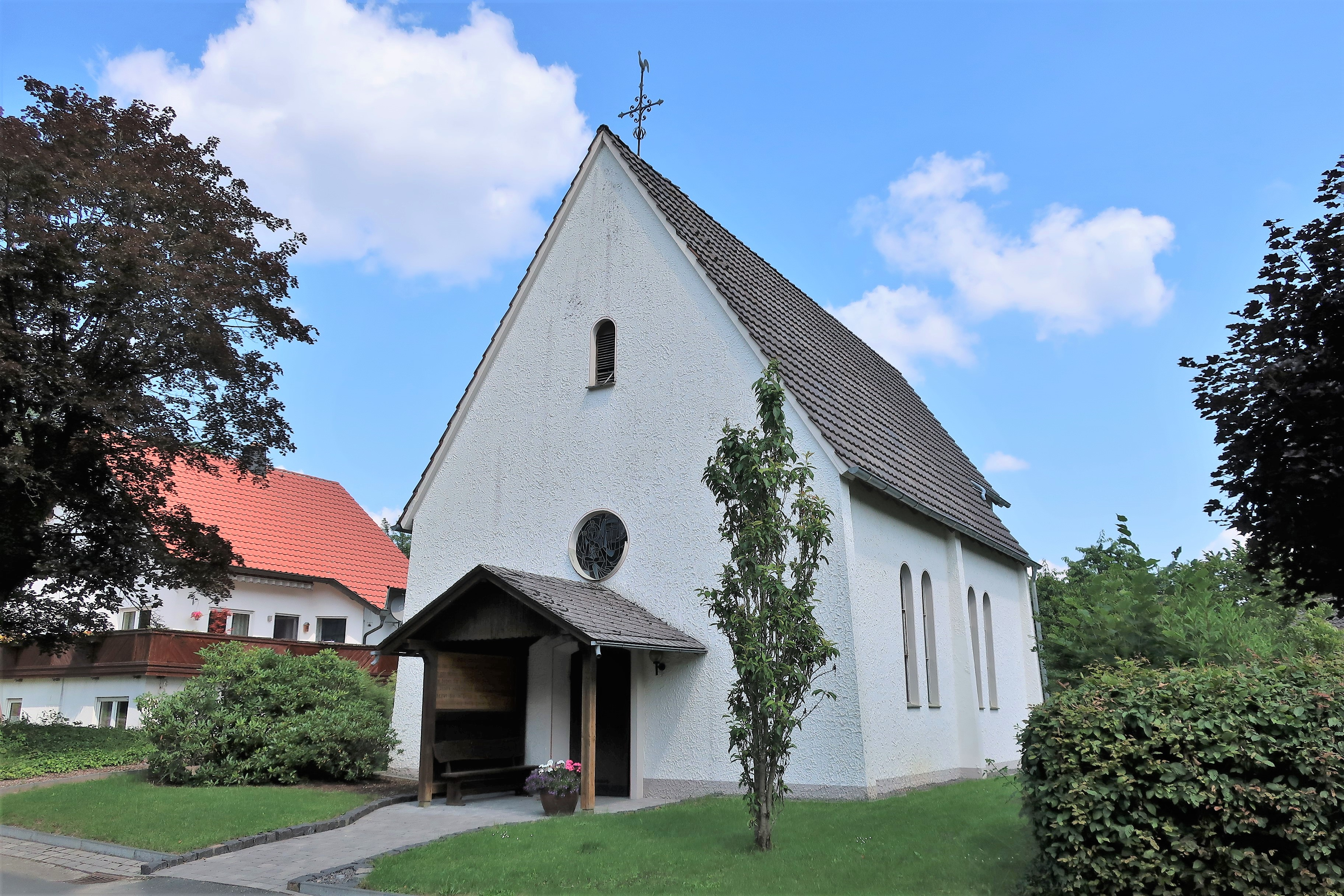
Kapelle St. Servatius von 1959

Rieflinghausen ist ein Ortsteil der Stadt Attendorn im Kreis Olpe (Nordrhein-Westfalen) und hat 60 Einwohner (Stand 30. Juni 2024).

## Geografie
Rieflinghausen liegt südöstlich des Kernortes Attendorn und 1,6 km südlich des Dorfes Repe. Südwestlich erhebt sich der Berg Auf der Mark mit 555 m Höhe. Durch den Ort und weiter durch das Repetal fließt der Bach Repe in Richtung Lenne.

## Geschichte
1317 wurde der Ort als Rylinchusen erstmals erwähnt. 1365 findet sich auch der Name Rifelinchusen. Der Ort ist aber eine ältere sächsische Siedlung vom sogenannten -inghausen-Typ und kann als „bei den Häusern der Leute des Rĭffilo“ gedeutet werden.
Rieflinghausen war ehemals eine eigene Bauerschaft. Im Schatzungsregister von 1543 werden in der Burschafft Ryffelinghaußen neun Steuerpflichtige mit einer Abgabe zwischen 1 ordt (¼ Gg) und 2 Goldgulden genannt. Bei der Sauerländer Waffenlieferung nach Bonn am 29. August 1689  hatte das im Amt Bilstein liegende Rieflinghausen 2 Karren mit 12 Zentnern und 2 Pferde zu liefern.
Laut Adressbuch von 1938 gab es in Rieflinghausen 10 Haushaltungen in 10 Wohnhäuser mit 70 Einwohner. Aufgeführt wurden 19 Familiennamen, darunter 7 Landwirte/Bauern und 2 Schreiner die auch Gastwirte waren.
Am 4. Oktober 1959 wurde die St.-Servatius-Kapelle in Rieflinghausen geweiht. Die Initiative ging vom damaligen Pfarrer Franz Külpmann aus, der Entwurf stammte von Egon Schmelter. Das Bauwerk wurde innerhalb von fünf Monaten errichtet.
Rieflinghausen gehörte über Jahrhunderte hinweg zum Kirchspiel Helden und im 20. Jahrhundert zur Gemeinde Helden, die im Rahmen der kommunalen Neugliederung im Jahr 1969 teilweise in die Stadt Attendorn eingegliedert wurde. In diesem Zuge wurde die einklassige Schule in Repe geschlossen, die neben den Kindern aus Repe auch Kinder aus Rieflinghausen, Hofkühl sowie Berlinghausen unterrichtete.

### Einwohnerentwicklung
| Jahr | Einwohner |
| ---- | --------- |
| 1536 | 40–50*    |
| 1565 | 50–60*    |
| 1783 | 69        |
| 1817 | 70        |
| 1839 | 84        |
| 2016 | 60        |
| 2020 | 61        |

*) aufgrund von Häuserzahlen geschätzte Werte